# Marcus Klausmann
Marcus Klausmann (ur. 6 sierpnia 1977 w Albstadt) – niemiecki kolarz górski i przełajowy, zdobywca Pucharu Świata MTB.

## Kariera
Największy sukces w karierze Marcus Klausmann osiągnął w 1996 roku, kiedy zajął drugie miejsce w klasyfikacji generalnej downhillu Pucharu Świata w kolarstwie górskim. W klasyfikacji tej wyprzedził go jedynie Włoch Corrado Hérin, a trzecie miejsce zajął Hiszpan Tomas Misser. Startował także w wyścigach przełajowych - w 1999 roku zdobył brązowy medal w kategorii U-23 na przełajowych mistrzostwach Niemiec. Nigdy nie zdobył medalu na przełajowych mistrzostwach świata ani mistrzostwach świata MTB. Nigdy też nie wystąpił na igrzyskach olimpijskich.